# Pedro Muguruza
Pour les articles homonymes, voir Muguruza.
Pedro Muguruza (1893–1952) est un architecte espagnol de l'époque franquiste.
Étudiant de l'École technique supérieure d'architecture de Madrid, il a construit le gigantesque monument espagnol El valle de los caidos avec Diego Méndez.